# ابوثابت عامر
ابوثابت عامر (انگلیسی: Abu Thabit 'Amir؛ ۱۲ سپتامبر ۱۲۸۴ – ۲۸ ژوئیه ۱۳۰۸) سلطان مرینیان مراکش از سال ۱۳۰۷ تا ۱۳۰۸ میلادی بود.